# Українсько-сьєрралеонські відносини
Українсько-сьєрралеонські відносини — відносини між Україною та Республікою Сьєрра-Леоне.
Сьєрра-Леоне визнала незалежність України 21 грудня 1991 року. Країни встановили дипломатичні відносини 20 травня 1999.
Інтереси громадян України в Республіці Сьєрра-Леоне захищає Посольство України в Сенегалі.
Після Громадянської війни в Сьєрра-Леоне кілька років перебували миротворчі сили ООН, серед яких був український батальйон.

## Голосування Сьєрра-Леоне в ГА ООН щодо російсько-української війни
Республіка Сьєрра-Леоне підтримала резолюцію Генеральної Асамблеї ООН від 27 березня 2014 р/ №68/262 «Територіальна цілісність України».
Делегація Сьєрра-Леоне утрималася під час голосування за резолюцію ГА ООН «Стан з правами людини в Автономній Республіці Крим та у місті Севастополі» у грудні 2017 р.( у грудні 2018 р. та у грудні 2020 р. не брала участі у голосуванні) та у грудні 2021 р.
Делегація Сьєрра-Леоне не брала участі у голосуванні за резолюцію ГА ООН «Проблема мілітаризації Автономної Республіки Крим та м. Севастополь, Україна, а також частин Чорного і Азовського морів» у грудні 2019 р., у грудні 2020 р. та у грудні 2021 р.
Делегація Сьєрра-Леоне підтримала Резолюції ГА ООН «Агресія проти України» 02 березня 2022 р. та «Гуманітарні наслідки агресії проти України» 24 березня 2022 р.
Делегація Сьєрра-Леоне підтримала Резолюцію ГА ООН про призупинення членства Росії у РПЛ ООН 07 квітня 2022 р.